# Маттіас Сінделар
Маттіас Сінделар (нім. Matthias Sindelar; 10 лютого 1903, Козлов — 23 січня 1939, Відень), при народженні Матей Шинделарш (чеськ. Matěj Šindelář) — колишній австрійський футболіст чеського походження, півзахисник та нападник.
За версією IFFHS займає 22-е місце серед найкращих футболістів світу і 13-е місце серед найкращих футболістів Європи XX століття.

## Дитинство
Маттіас Сінделар народився в маленькому селі Козлов, поблизу Їглави. Батько його був каменярем, мати — домогосподаркою, яка дбала про чотирьох дітей. Коли Маттіасу було 3 роки, його родина, як і багато інших людей з Богемії і Моравії, вирушила за кращим майбутнім в столицю Австро-Угорської імперії — Відень. Сім'я Сінделарів знімала маленьку квартирку на Квелленштрассе в 10-му районі Відня Фаворітені. Там знаходилося величезне число фабрик, а також цегляний завод, де і працював батько Маттіаса. За сучасними оцінками в Фаворітені жило приблизно 300 000 чоловік з Богемії і Моравії. Робочі сім'ї були в більшості своїй дуже бідними і презирливо називалися місцевими «кірпічбехмени». У Відні Сінделар і почав грати в футбол, разом з іншими дітьми робітників, ганяючи зшитий з ганчірок м'яч на Гстеттенах (віденських пустирях). Вже тоді, в юному віці, за спогадами хлопчаків, що грали з ним, він виділявся чудовим дриблінгом. Футбол в ті дні не тільки надавав дітям можливість забути свої сумні будні, а й давав їм одну з небагатьох можливостей вибитися в люди.
1917 року родину Сінделарів спіткала біда: батько загинув у боях на річці Сочі (нині в Словенії), на Першій світовій війні. І з тих пір мати одна повинна була утримувати чотирьох дітей. Маттіас почав в 14 років навчатися професії слюсаря, щоб допомагати своїй сім'ї, і в той же час був зарахований в молодіжну команду «Фаворітнер».

## Футбольне життя

### Юність
1918 року футбольний талант юного Сінделара розгледів Карл Вейманн, який, будучи за професією викладачем, шукав для різних футбольних клубів молодих гравців, влаштовуючи невеликі тренування для перегляду футболістів. Сінделар сподобався Вейманну і той порекомендував його віденській «Герті», стадіон якої знаходився в безпосередній близькості від будинку Сінделара, на розі Квелленштрассе і Штойдгассе. Клуб був досить відомим і лише після Другої світової війни і економічної розрухи, що послідувала після її закінчення, футбольний клуб і стадіон перестали існувати.
Поряд з тренуваннями в «Герті», Сінделар продовжував навчатися на слюсаря, однак, ця професія не надто цікавила юнака. У «Герті» проявилася цікава манера Сінделара: він, володіючи блискучою технікою, завжди прагнув уникати силових єдиноборств, через кволу статуру, через що отримав прізвисько «паперовий». У 18 років Сінделар дебютує в австрійському чемпіонаті, в перший же сезон забивши кілька важливих м'ячів. Наступний сезон Сінделар вже зустрів гравцем основного складу клубу.
1923 року Сінделар отримує пошкодження меніска при падінні в басейні. Здавалося, кар'єра Маттіаса закінчилася, навіть не розпочавшись, але операція знаменитого хірурга Ганса Спіцу допомогла. Для надійності, Сінделар завжди перебинтовував праве коліно. Робив він це протягом всієї своєї кар'єри, що навіть стало його фірмовим знаком. Зі страху до рецидиву травми Сінделар ще більше покращив свій дриблінг без фізичного контакту з гравцем суперника.
1924 року «Герта» потрапила у фінансову кризу. Вона зайняла 9-е місце і вперше вилетіла до нижчого дивізіону чемпіонату Австрії. Кілька гравців «Герта» була змушена продати, серед цих футболістів був і Сінделар. Маттіас обмірковував пропозицію італійської «Сієни», яка в той час повністю складалася з австрійських гравців. Тим не менш Сінделар вирішив залишитися у Відні і перейшов в «Венер Аматеур» (зараз «Аустрія»), клуб, який за кілька тижнів до приходу Сінделара вперше став чемпіоном Австрії.

### Молодість
Спочатку у Сінделара в «Аустрії» гра не йшла, але цей період продовжився недовго і незабаром він став одним з найулюбленіших гравців уболівальників «Аустрії». Після перемоги в кубку і завоювання срібних медалей чемпіонату 1925 року, «Аустрії» вже в наступному сезоні вдався дубль. «Аустрія» того часу мала у своєму складі видатних футболістів: Густав Візер і Віктор Герлендер удвох в 20-ти матчах забили 47 м'ячів, а брати Єно і Кальман Конради були мозковим центром команди, більше підігруючи, ніж забиваючи.
У листопаді 1926 року клуб був перейменований в «Аустрію», але в тому сезоні удача і спортивні трофеї разом з нею оминули клуб стороною. 1927 року Сінделар стає найкращим бомбардиром клубу з 18-ма м'ячами, проте клуб посідає лише 7-е місце. В наступні два сезони справи йдуть ще гірше: обидва рази «Аустрія» закінчує сезон на 8-му місці. В ту пору єдиними успіхами «Аустрії» були виходи у фінал кубок Австрії, де команда обидва рази програвала командам з Відня, «Рапіду» (0:3 1927 року) і «Фірст Вієнні» (0:1 1930 року). Однак всупереч грі команди, Сінделар стає одним з найпопулярніших гравців у Австрії.
1926 року Маттіас дебютує у складі національної збірної Австрії в грі проти збірної Чехословаччини, яка проходила в Празі. Сінделар забиває, а його команда виграє 2:1. Взагалі, всі міжнародні матчі 1926 року були успішними для Сінделара: в матчі зі збірною Швейцарією він забиває 2 м'ячі, а Австрія виграє 7:1. Так само Австрія з Сінделаром в складі виграє і у збірної Швеції. Успішний виступ за збірну став причиною інтересу до молодого гравця більшості австрійських і декількох зарубіжних команд, у тому числі «Рапіда», «Славії» і лондонського «Арсенала»,. Останні, після знаменитого матчу проти збірної Англії, пропонували за футболіста £ 40 000.

### Збірна
З 1926 по 1928 рок Сінделар провів за збірну 14 матчів, а потім у нього стався конфлікт з тренером національної команди Уго Майслем: після поразки від збірної Південної Німеччини, коли гра Сінделара рясніла втратами м'яча через промерзле поля і його спілкування з партнером по команді не сподобалося тренерові, той виставив обох з команди. Але вимоги журналістів, шанувальників і всієї австрійської футбольної громадськості все ж дозволили повернути Сінделара в збірну. Повернення було тріумфальним: Австрія розгромила збірну Шотландії з рахунком 5:0, ставши першою континентальною командою, яка обіграла шотландців. Потім послідували розгроми збірної Німеччини 6:0  в Берліні та 5:0 в Відні (Сінделар забив м'яча 3), потім розгром збірної Франції 8:1, збірної Італії 4:0, збірної Бельгії 6:1 і виграш у збірної Швеції з рахунком 4:3. Але найкращий матч Сінделар провів проти збірної Угорщини, яка вважалася однією з найсильніших на континенті: Австрія виграла 8:2, а Сінделар забив 7 м'ячів і зробив гольову передачу. Після тих матчів збірну Австрії назвали «Вундертімом».
1932 року Австрія виграла Міжнародний Кубок Центральної Європи.
Єдина поразка тієї чудової збірної Австрії відбулося в Лондоні 7 грудня 1932 року. Англія до того часу була непереможна вдома, і не програвала після матчу ще 21 рік. Матч закінчився з рахунком 4:3 на користь англійців, але комбінаційна гра австрійців принесла їм славу на британських островах, Сінделар забив 2-й м'яч австрійців.

### Кубок Мітропи
1933 року «Аустрія» брала участь у Кубку Мітропи, попереднику Ліги чемпіонів. У чвертьфіналі «Аустрії» протистояла «Славія». В першій грі «Славія» була сильніше (3:1), але у Відні, при 32 000 глядачів, «Аустрія» виграла 3:0, а Сінделар забив вирішальний гол. У півфіналі «Аустрія» виграла у «Ювентуса», перший матч звівши внічию, а в другому розгромивши «Стару синьйору» з рахунком 4:1. У фіналі «Аустрію» чекав «Амброзіана Інтер», із зоряним Джузеппе Меацца в нападі. У першому матчі був сильнішим «Інтер», який переміг з рахунком 2:1, але в другому матчі «Аустрія» перемогла 3:1. Всі м'ячі у австрійців забив Сінделар, причому вирішальний м'яч він забив за хвилину до кінця матчу. Так трофей дістався «Аустрії».
1936 року «Аустрія» повторила успіх, обігравши «Грассхопперс», «Болонью», «Славію», «Уйпешт» і ««Спарту».

### Чемпіонат світу 1934 року
1934 року Сінделар разом зі збірною Австрії поїхав на чемпіонат світу в фашистську Італію. Шанувальники збірної Австрії очікували від своєї команди тільки перемоги. Частина австрійських гравців грала за кордоном, зокрема у Франції, де краще платили, і таким чином знаходилися поза зоною бачення тренерського штабу національної команди, тому на чемпіонат світу вони не були взяті. Всього 7 гравців «Вундертім» не поїхали на чемпіонат, в тому числі травмований нападник Гансі Говарт, в кваліфікації так само травмувався Вальтер Науш.
Перший матч Австрія з трудом в додатковий час виграла у збірної Франції 3:2, а Сінделар зробив вирішальну гольову передачу на Йозефа Біцана. У чвертьфіналі Австрія знову не без складнощів виграла в угорців на чолі з чудовим Дьйордем Шароші з рахунком 2:1. У півфіналі австрійці натрапили на господарів турніру — збірну Італії. Неоднозначні рішення арбітра і груба гра італійців призвели до поразки австрійців, а Сінделар зі своїм партнером по команді Антоном Шаллем були травмовані і в матчі за 3-тє місце, де Австрія програла Німеччині, участі не взяли.
На віденському вокзалі збірну зустріли свистом і вигуками «фу». А громадськість назвала збірну «командою мотлоху» (нім. Plunderteam), через нереалізованість високих очікувань.

## Життя поза футболом
Маттіас Сінделар був найпопулярнішим, після Йозефа Уріділя, гравцем віденського футболу. У нього були численні рекламні замовлення для костюмів, годинників, молочних продуктів, продавалися «М'ячі Сінделар». Маттіас знявся у фільмі «Роксі і її чудова команда», де зіграв самого себе. Але вже в той час Сінделар прагнув захистити свої фінанси, тому він, крім роботи футболістом, був начальником відділу спортивної фірми «Поль». При всьому цьому Маттіас був дуже боязкою і чутливою людиною, все своє життя він прожив у квартирі своєї матері. Мав маленьку садову ділянку, де охоче займався садівництвом. Сінделар завжди пам'ятав, звідки він вийшов, і регулярно постачав бідних дітей з робітничих родин квитками на матчі.

### Останні роки
12 березня 1938 року німецькі війська увійшли в Австрію, і країна стала частиною Третього Рейху. Збірна країни, що готувалася до чемпіонату світу у Франції, моментально перестала існувати. Нові лідери країни організували «матч-примирення» між Остмарком і «Старою імперією», яка пройшла 3 квітня 1938 року. Капітан збірної Сінделар наполіг, щоб австрійці грали не в традиційній чорно-білій формі, а в червоно-білій. Газети писали, що Сінделар спеціально не реалізовував численні моменти для взяття воріт, а після того як відкрив рахунок, станцював танець перед почесними гостями — націонал-соціалістами. Австрія виграла ту гру з рахунком 2:0. Після закінчення зустрічі глядачі на трибунах почали скандувати «Австрія-Австрія». 
Всього, протягом кар'єри у національній команді, яка тривала 12 років, провів у формі головної команди країни 43 матчі, забивши 27 голів.
Австрійський футбол перестав існувати. Всі професійні договори оголошувалися недійсними за рішенням від 31 травня 1938 року з негайним виконанням. Також заборонялися єврейські команди, а футболісти з них затримувалися. «Аустрію» також зараховували до єврейських команд. Більшість гравців і функціонерів клубу втекло перед приєднанням, а клуб став називатися «Остмарк» (Відень).
Сінделар неодноразово викликався в національну збірну Німеччини, але на всі виклики відповідав відмовою.
Після заборони професійної діяльності футболістів, Сінделар купив кафе. Колишній власник, єврей на ім'я Леопольд Симон Дрілль, здав заклад під тиском нацистів. Сінделар здійснив платіж на 20 000 німецьких марок, що відповідало калькуляційній ціні майна кафе. НСДАП при відкритті кафе оголосило про велике майбутнє німецького футболу і запропонувало вступити в партію, однак Сінделар відмовився.
Останній матч Сінделар провів 26 грудня 1938 року за «Аустрію» в Берліні проти місцевої «Герти», який закінчився з рахунком 2:2, один з м'ячів забив Сінделар.

## Смерть

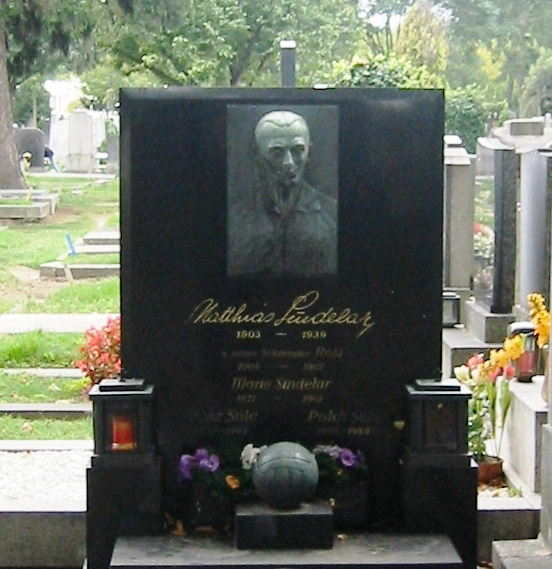
Могила Сінделара на Віденському кладовищі

23 січня 1939 року Маттіас Сінделар був знайдений мертвим у ліжку в своєму будинку на вулиці Аннагассе, 3. Поруч з ним лежала його подруга Каміла Кастагнола, єврейка, з якою він познайомився за кілька тижнів до того. Вона померла через день після смерті Сінделара, не опритомнівши. Офіційною причиною смерті було названо отруєння чадним газом. Досі на тему смерті Сінделара є численні спекуляції, зокрема, газета «Кронен Цайтунг» поширювала численні чутки навколо його смерті. Журналісти стверджували, що, опитуючи поліцейських, вони з'ясували від них, що нібито пошкоджений камін, який був офіційним «винуватцем» смерті Сінделара і Кастагноли, насправді пошкоджений не був. Далі, опитуючи знайомих, журналісти дізналися, що Сінделар не міг вчинити самогубства. Розслідування прокуратури не дало жодних результатів, а справу припинили після закінчення Другої світової війни.
Більш як 15 000 людей прийшли на похорон Сінделара на центральному віденському цвинтарі. Націонал-соціалісти спробували зробити з похорону акт державного діяння, проте спроба не увінчалася успіхом. Щороку в день смерті Сінделара на його могилі лежить безліч свіжих квітів.

## Досягнення
- Чемпіон Австрії: 1926
- Володар Кубка Австрії: 1925, 1926, 1933, 1935, 1936
- Володар Кубка Мітропи: 1933, 1936
- Володар кубка Центральної Європи: 1931–1932
- Переможець Німецького гімнастичного і спортивного фестивалю: 1938